# Sauris trifasciaria
Sauris trifasciaria är en fjärilsart som beskrevs av John Henry Leech. Sauris trifasciaria ingår i släktet Sauris och familjen mätare. Inga underarter finns listade.